# Euphorbia primulifolia
Euphorbia primulifolia är en törelväxtart som beskrevs av John Gilbert Baker. Euphorbia primulifolia ingår i släktet törlar, och familjen törelväxter. IUCN kategoriserar arten globalt som sårbar.

## Underarter
Arten delas in i följande underarter:
- E. p. begardii
- E. p. primulifolia

## Bildgalleri

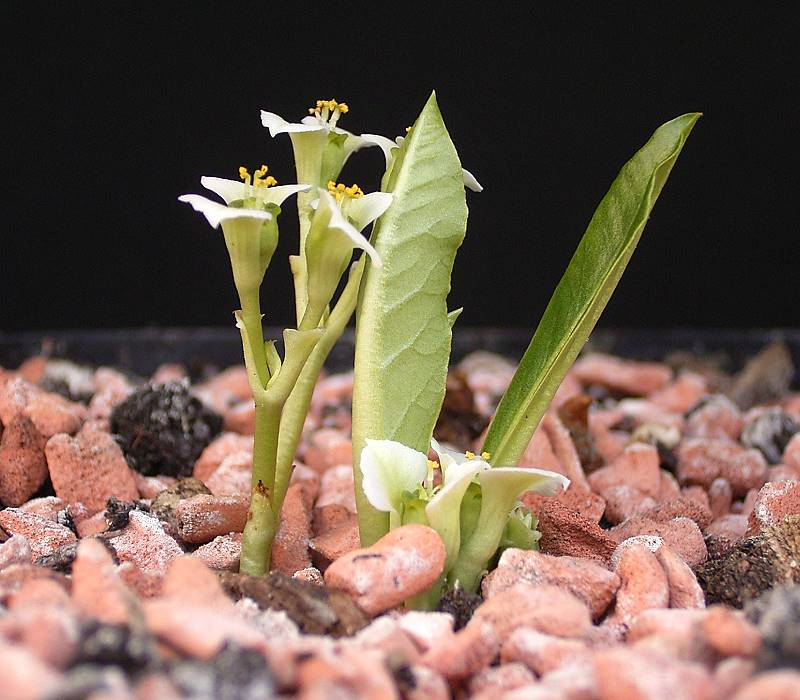
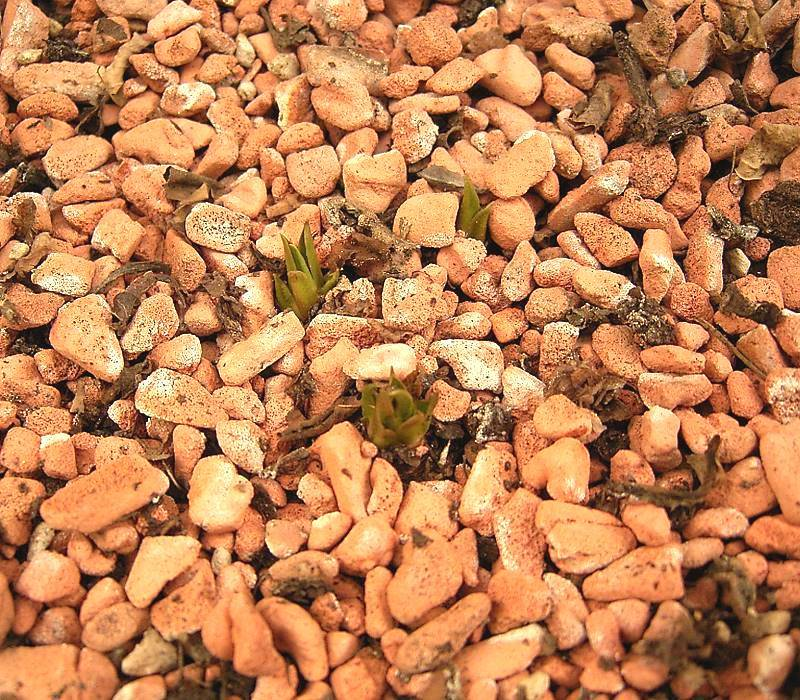
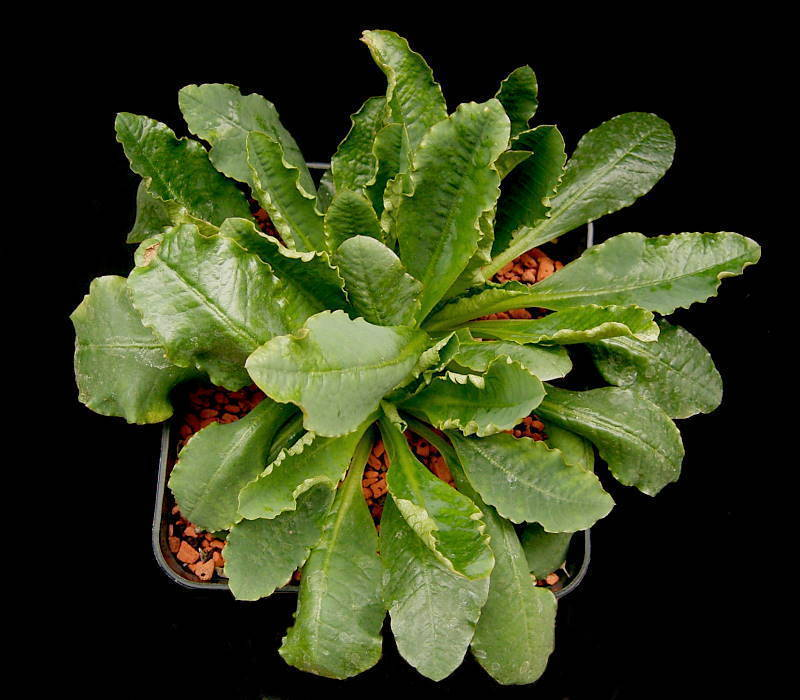